# Eustiromastix macropalpus
Eustiromastix macropalpus là một loài nhện trong họ Salticidae.
Loài này thuộc chi Eustiromastix. Eustiromastix macropalpus được María Elena Galiano miêu tả năm 1979.